# Nỉ lan một lá
Nỉ lan một lá hay nỉ lan cầu (danh pháp hai phần: Eria globifera) là một loài phong lan.
Cây phân bố ở Thái Lan và Việt Nam (Quảng Nam, Lâm Đồng).